# Província de Reggio de l'Emília
La província de Reggio de l'Emília  és una província que forma part de la regió d'Emília-Romanya dins Itàlia. La seva capital és Reggio de l'Emília.
Limita a l'oest amb la província de Parma (la frontera és el riu Enza), a l'est amb la província de Mòdena, al nord amb la Llombardia (província de Màntua) i el sud amb la Toscana (província de Massa-Carrara i la província de Lucca).
Té una àrea de 2.291,26 km², i una població total de 531.895 hab. (2016). Hi ha 42 municipis a la província.